# Colibrí bru
El colibrí bru (Colibri delphinae) és una espècie d'ocell de la família dels colibrís, que viu en boscos alts, entre els 400 a 1600 m.s.n.m. L'hi pot trobar des del sud de Guatemala fins a Bolívia i l'oest del Brasil i l'Illa Trinitat.

## Descripció
Mesura 11.5 cm de llarg i de 6.5 a 7 g. És de color marró amb una mica de vermell en la cua i plom prop del ventre.